# Keddien
Keddien ist ein Ortsteil der Gemeinde Zernien in der Samtgemeinde Elbtalaue, die zum niedersächsischen Landkreis Lüchow-Dannenberg gehört. Das Dorf liegt etwa drei Kilometer südöstlich vom Kernbereich von Zernien.

## Geschichte
Die erste urkundliche Erwähnung findet sich im Lüneburger Lehnsregister für das Jahr 1330 unter dem Namen Kedin.
Am 1. Juli 1972 wurde Keddien in die Gemeinde Zernien eingegliedert.